# Astragalus asymmetricus
Astragalus asymmetricus es una especie de planta herbácea perteneciente a la familia de las leguminosas. Es originaria de Norteamérica. 

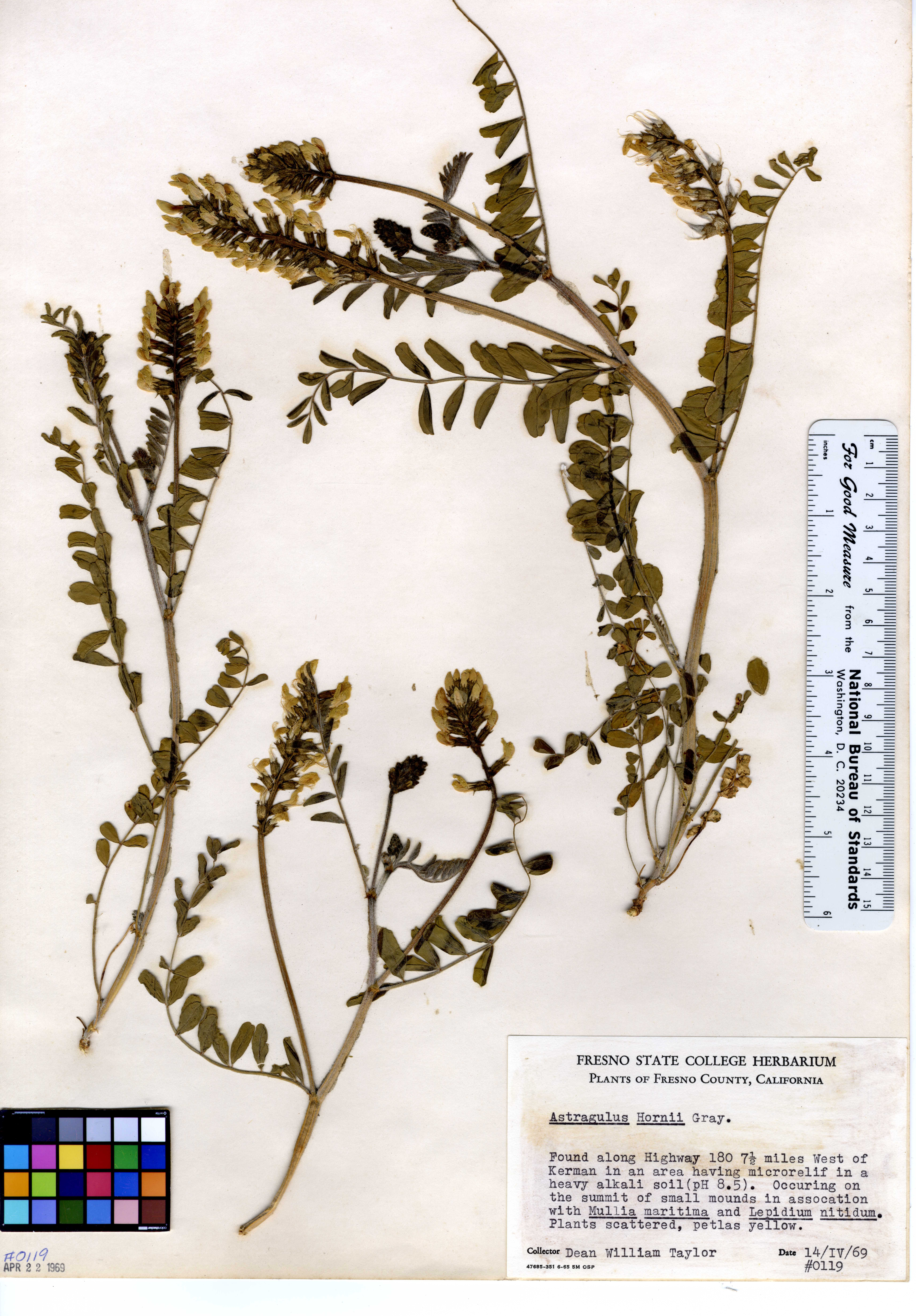
Muestra de herbario

## Distribución
Es endémica de California, donde crece en áreas perturbadas y cubiertas de hierbas en el Valle Central y partes cercanas de la Cordillera Central de la Costa y de la Bahía de San Francisco.

## Descripción
Astragalus asymmetricus es una hierba perenne resistente con el tallo erecto que alcanza una altura comprendida entre 50 y 120 centímetros. Está cubierto de pelos largos. Las hojas miden hasta 20 centímetros de largo y se componen de muchos pares de foliolos semejantes a hojas, cada una de hasta 2,5 centímetros de largo y que varían en forma de lineal a oval. La inflorescencia contiene 15-45 flores de color crema de 1 a 2 centímetros de largo.
El fruto es una vaina de leguminosa peludo de hasta 4 centímetros de largo que cuelga en racimos de la inflorescencia seca.

## Taxonomía
Astragalus asymmetricus fue descrita por Edmund Perry Sheldon y publicado en Minnesota Botanical Studies 1(1): 23. 1894.
Etimología
Astragalus: nombre genérico derivado del griego clásico άστράγαλος y luego del Latín astrăgălus aplicado ya en la antigüedad, entre otras cosas, a algunas plantas de la familia Fabaceae, debido a la forma cúbica de sus semillas parecidas a un hueso del pie.
asymmetricus: epíteto latino  que significa "asimétrica".
Sinonimia
- Astragalus leucophyllus Torr. & A.Gray
- Astragalus leucopsis var. asymmetricus (E.Sheld.) M.E.Jones
- Astragalus leucopsis var. leucophyllus (Torr. & A.Gray) M.E.Jones
- Phaca leucophylla (Torr. & A. Gray) Hook. & Arn.
- Tragacantha leucophylla (Torr. & A. Gray) Kuntze[3]